# Rząd Eduarda Hegera
Rząd Eduarda Hegera – koalicyjny gabinet rządzący Słowacją od 1 kwietnia 2021 do 15 maja 2023.
W wyborach parlamentarnych z 29 lutego 2020 pierwsze miejsce zajęło ugrupowanie Zwyczajni Ludzie (OĽaNO). Partia ta podpisała porozumienie o utworzeniu nowej centroprawicowej koalicji rządowej. Dołączyły do niej ugrupowania Jesteśmy Rodziną (Sme Rodina), Wolność i Solidarność (SaS) oraz Dla Ludzi (Za ľudí). 21 marca 2020 doszło do zaprzysiężenia członków rządu, na czele którego stanął lider Zwyczajnych Ludzi Igor Matovič.
W marcu 2021 doszło do kryzysu koalicyjnego w związku z decyzją o zakupie rosyjskiej szczepionki przeciwko COVID-19 o nazwie Sputnik V. W jego trakcie sześciu członków rządu (w tym wszyscy przedstawiciele Wolności i Solidarności) podało się do dymisji. Do złożenia rezygnacji wezwała premiera m.in. prezydent Zuzana Čaputová. 28 marca Igor Matovič zadeklarował swoją rezygnację i jednocześnie poparcie dla Eduarda Hegera jako nowego premiera. Kandydaturę tę poparli wszyscy dotychczasowi koalicjanci.
30 marca Eduard Heger został desygnowany na stanowisko premiera. 1 kwietnia 2021 zaprzysiężono członków jego gabinetu, który rozpoczął wówczas urzędowanie. Nieobsadzone pozostało przypadające formacji Jesteśmy Rodziną stanowisko ministra pracy. P.o. ministra został wówczas Andrej Doležal, wakat uzupełniono po kilku dniach.
We wrześniu 2022 w związku z opuszczeniem koalicji rządowej odwołani zostali przedstawiciele partii SaS. 15 grudnia 2022 Rada Narodowa przegłosowała wobec rządu wotum nieufności; na wrzesień 2023 rozpisano następnie przedterminowe wybory. W marcu 2023 Eduard Heger opuścił OĽaNO, po czym został przewodniczącym ugrupowania Demokraci; do tej formacji dołączyło też kilku innych członków gabinetu.
7 maja 2023, po dymisjach złożonych przed dwóch ministrów, Eduard Heger złożył rezygnację z funkcji premiera. Gabinet urzędował do 15 maja 2023, kiedy to zaprzysiężony został techniczny rząd, na czele którego stanął Ľudovít Ódor.

## Skład rządu
| Ministerstwo                                                            | Minister                                                                      | Partia        |
| ----------------------------------------------------------------------- | ----------------------------------------------------------------------------- | ------------- |
| Premier                                                                 | Eduard Heger                                                                  | OĽaNO         |
| Wicepremier ds. gospodarczych                                           | Richard Sulík (do 13 września 2022)                                           | SaS           |
| Wicepremier ds. legislacji i planowania strategicznego                  | Štefan Holý                                                                   | Sme Rodina    |
| Wicepremier, minister inwestycji, rozwoju regionalnego i informatyzacji | Veronika Remišová                                                             | Za ľudí       |
| Wicepremier, minister finansów                                          | Igor Matovič (do 23 grudnia 2022)                                             | OĽaNO         |
| Minister gospodarki                                                     | Richard Sulík (do 13 września 2022) Karel Hirman (od 13 września 2022)        | SaS bezp.     |
| Minister spraw wewnętrznych                                             | Roman Mikulec                                                                 | OĽaNO         |
| Minister zdrowia                                                        | Vladimír Lengvarský (do 3 marca 2023)                                         | OĽaNO         |
| Minister obrony                                                         | Jaroslav Naď                                                                  | OĽaNO         |
| Minister rolnictwa i rozwoju wsi                                        | Ján Mičovský (do 8 czerwca 2021) Samuel Vlčan (od 8 czerwca 2021)             | OĽaNO         |
| Minister środowiska                                                     | Ján Budaj                                                                     | OĽaNO         |
| Minister kultury                                                        | Natália Milanová                                                              | OĽaNO         |
| Minister transportu i budownictwa                                       | Andrej Doležal                                                                | Sme Rodina    |
| Minister pracy, spraw społecznych i rodziny                             | Milan Krajniak (od 9 kwietnia 2021)                                           | Sme Rodina    |
| Minister spraw zagranicznych i europejskich                             | Ivan Korčok (do 13 września 2022) Rastislav Káčer (od 13 września 2022)       | SaS bezp.     |
| Minister edukacji, nauki, badań naukowych i sportu                      | Branislav Gröhling (do 13 września 2022) Ján Horecký (od 4 października 2022) | SaS bezp.     |
| Minister sprawiedliwości                                                | Mária Kolíková (do 13 września 2022) Viliam Karas (od 13 września 2022)       | Za ľudí bezp. |